# Synagoga Starocmentarna we Lwowie
Synagoga Starocmentarna (jidysz: Bejs-ojlem-szul lub też Bejs-almin-juszon-szul) – jedna z najstarszych synagog na dawnym Przedmieściu Krakowskim we Lwowie (obecnie Kleparów, rejon szewczenkowski).
Została wybudowana w pobliżu starego cmentarza żydowskiego przy ulicy Jakuba Rappaporta 2. Dzięki planom Lwowa z drugiej połowy XVIII wieku można rozpoznać jej kształt, ale podczas swojego istnienia była wielokrotnie przebudowywana. Pomimo zamknięcia dla pochówków cmentarza w 1855 pozostała czynna. Synagoga Starocmentarna stała się wtedy jednym z ośrodków działalności charytatywnej społeczności żydowskiej, przy niej działało towarzystwo „Tojras Chesed szel Emes”. 
Jej zagłada miała miejsce w 1942 równocześnie z profanacją i zniszczeniem starego cmentarza żydowskiego.